# Ellen Allgurin
Ellen Allgurin é uma tenista sueca que alcançou seu melhor ranking no WTA em simples/singulares no dia 4 de maio de 2015 como Nº362, já nas duplas no WTA o seu melhor ranking foi Nº588 no dia 12 de agosto de 2013.
Na Fed Cup Ellen Allgurin tem um recorde de 4 ganhos e 2 perdas para a Suécia.

## Finais do ITF (4–5)

### Simples/Singulares (2–5)
| Legenda           |
| ----------------- |
| $100,000 torneios |
| $75,000 torneios  |
| $50,000 torneios  |
| $25,000 torneios  |
| $15,000 torneios  |
| $10,000 torneios  |

| Finais pela superfície |
| ---------------------- |
| Duro (2–3)             |
| Terra Batida (0–1)     |
| Grama (0–0)            |
| Carpete (0–1)          |

| Resultado   | Número | Data                    | Torneio              | Superfície   | Oponente            | Resultado (jogos) |
| ----------- | ------ | ----------------------- | -------------------- | ------------ | ------------------- | ----------------- |
| Vice-campeã | 1.     | 29 de outubro de 2012   | Estocolmo, Suécia    | Duro         | Jeļena Ostapenko    | 1–6, 3–6          |
| Vice-campeã | 2.     | 18 de fevereiro de 2013 | Helsingborg, Suécia  | Carpete      | Jeļena Ostapenko    | 2–6, 6–7(3–7)     |
| Campeã      | 1.     | 25 de março de 2013     | Antalya, Turquia     | Duro         | Chantal Škamlová    | 6–0, 3–6, 6–2     |
| Vice-campeã | 3.     | 1 de abril de 2013      | Antalya, Turquia     | Duro         | Viktorija Golubic   | 4–6, 2–6          |
| Vice-campeã | 4.     | 6 de maio de 2013       | Båstad, Suécia       | Terra Batida | Ysaline Bonaventure | 1–6, 2–6          |
| Vice-campeã | 5.     | 6 de outubro de 2014    | Cairns, Austrália    | Duro         | Ayaka Okuno         | 1–6, 5–7          |
| Campeã      | 2.     | 13 de outubro de 2014   | Toowoomba, Austrália | Duro         | Jessica Moore       | 6–1, 6–3          |

### Duplas (2–0)
| Lendária          |
| ----------------- |
| $100,000 torneios |
| $75,000 torneios  |
| $50,000 torneios  |
| $25,000 torneios  |
| $15,000 torneios  |
| $10,000 torneios  |

| Finals pela superfície |
| ---------------------- |
| Duro (0–0)             |
| Terra Batida (1–0)     |
| Grama (0–0)            |
| Carpete (1–0)          |

| Resultado | Número | Data                    | Torneio             | Superfície   | Companheira        | Oponentes                        | Resultado (jogos)     |
| --------- | ------ | ----------------------- | ------------------- | ------------ | ------------------ | -------------------------------- | --------------------- |
| Campeãs   | 1.     | 18 de fevereiro de 2013 | Helsingborg, Suécia | Carpete      | Jeļena Ostapenko   | Cornelia Lister Lisanne van Riet | 6–2, 6–7(4–7), [10–7] |
| Campeãs   | 2.     | 13 de maio de 2013      | Båstad, Suécia      | Terra Batida | Beatrice Cedermark | Rebecca Peterson Malin Ulvefeldt | 6–3, 6–0              |